# Bojana (jméno)
Bojana je ženská obdoba slovanského křestního jména Bojan, které se vykládá jako „obávaný“ případně „proslavený v boji“. Mezi české domácí podoby patří Boja, Bojka, Bojina, Bojena, Bojanka či Jana.
V současném českém kalendáři není jméno uvedeno – viz jmeniny v Česku, ale v rámci rozšířeného kalendária slaví svátek 5. září.

## Známé nositelky jména
- Bojana Radulovicsová – maďarská házenkářka
- Bojana Jovanovská – srbská tenistka
- Bojana Bobusicová – australská tenistka

## Zahraniční varianty
- bulharsky, rusky – Бояна (Bojana)
- polsky, německy, slovensky – Bojana
- srbsky, chorvatsky –  Бојана (Bojana), Bojka
- maďarsky – Bojána